# Only One Woman
Only One Woman is een nummer het Britse muzikale duo The Marbles uit 1968.
Het nummer is geschreven door Barry, Robin en Maurice Gibb van de Bee Gees. Barry en Maurice Gibb verzorgen ook de achtergrondzang, samen met Colin Petersen. 
De band nam Only One Woman op in juli 1968 in de Londense IBC studios. Het is enkel in mono opgenomen en door Polydor op single uitgebracht. De productie lag in handen van Barry en Maurice Gibb en de vaste Bee Gees-producent Robert Stigwood. 
Het nummer werd een internationale hit. Het behaalde de derde positie in zowel de Nederlandse Top 40 als de Vlaamse Ultratop 50. Ook in het Verenigd Koninkrijk, Oostenrijk, Ierland, Noorwegen, West-Duitsland, Nieuw-Zeeland en Zwitserland werd de top 10 gehaald. Het nummer eindigde op de achtste plek in de Nederlandse eindejaarslijst van 1968. In veel landen was Only One Woman de grootste hit voor de groep. In Nederland scoorde the Marbles met The Walls Fell Down, ook geschreven door de Bee Gees, een nog grotere hit dan met Only One Woman.

## NPO Radio 2 Top 2000
| Nummer met noteringen in de NPO Radio 2 Top 2000 | '99  | '00  | '01  | '02  | '03  | '04  |
| ------------------------------------------------ | ---- | ---- | ---- | ---- | ---- | ---- |
| Only One Woman                                   | 1491 | 1625 | 1539 | 1795 | 1680 | 1949 |

1. ↑  Een vetgedrukt getal geeft de hoogste notering aan.
2. ↑  Deze tabel is bijgewerkt tot en met de laatste editie (2024).